# Låtar från Knuff
Låtar från Knuff är ett samlingsalbum av blandade artister, utgivet på det svenska skivbolaget MNW 1973. Skivan utgavs på LP bestod av låtar inspelade under TV-programmet Knuff som sändes på Sveriges Television under 1970-talets början.

## Låtlista
A
1. Kakibiklas – "Den osäkra framtid" – 2:49
2. Kenneth Nyström – "Tacka mina vänner" – 3:02
3. Eftertryck förbjudes – "Vi är ju endast produkter" – 3:15
4. Urban Nilsson – "Hemlängtan" – 2:54
5. Finkelmans lakejer – "Vem bestämmer" – 2:01
6. Finkelmans lakejer – "Uti vår storstad" – 1:21
7. Finkelmans lakejer – "Hagapolska" – 3:15
8. Hem igen med Maritha – "Den stora maskeraden" – 3:18

B
1. Risken Finns – "Sexualdebatten" – 1:41
2. Thomas Fahlander – "På måndag, måndag morgon" – 3:25
3. Konjak och ljummet vatten – "Je taime" – 2:00
4. Konjak och ljummet vatten – "Över-rock" – 1:40
5. Halv sex – "Robert" – 4:06
6. Risken Finns – "Nummer 16" – 3:00
7. Kul 67-gänget – "Kulvisan" – 2:09
8. Bristande vardag – "På strövtåg genom björkens dungar" – 2:16

### Fotnoter
1. ↑  ”Låtar från Knuff”. Progg.se. Arkiverad från originalet den 23 augusti 2010. https://web.archive.org/web/20100823094338/http://www.progg.se/band.asp?ID=25&skiva=472. Läst 9 januari 2013.